# Лик (враг Геракла)
Лик (др.-греч. Λύκος «волк») — персонаж древнегреческой мифологии. Потомок Никтея. По Еврипиду, сын Лика, мужа Дирки, прибыл с Евбеи. По другой версии, сын Посейдона и Келено. Миф о нем — версия преданий о его тёзке.
Убил Креонта, царя Фив, и его сыновей, пока Геракл ходил за Кербером в Аид. Убит Гераклом, так как хотел убить его жену Мегару, когда Геракл ушел за Кербером. Поселен Посейдоном на островах Блаженных. Действующее лицо трагедий Еврипида «Геракл» и Сенеки «Геркулес в безумье».